# Galax
Galax ist eine unabhängige Stadt in Virginia, USA. Obwohl sie unabhängig ist, wird sie oft zu Carroll County gezählt. Das U.S. Census Bureau hat bei der Volkszählung 2020 eine Einwohnerzahl von 6.720 ermittelt.

## Geographie

### Fläche
Die Stadt hat eine Fläche von 21,3 km², davon ist alles Land.

### Lage
Die Stadt liegt im Süden Virginias in der Nähe zur Grenze nach North Carolina an der Grenze zwischen den Countys Carroll und Grayson.

## Name
Die Stadt hat ihren Namen von der Pflanze Galax urceolata (deutsch: Bronzeblatt), die in der Gegend häufig gesammelt und verkauft wurde.